# Ugnius Čižas
Ugnius Čižas (* 31. August 1995 in Elektrėnai) ist ein litauischer Eishockeyspieler, der seit 2022 bei Alba Volán Székesfehérvár in der multinationalen Ersten Liga unter Vertrag steht.

## Spielerkarriere
Ugnius Čižas begann seine Karriere als Eishockeyspieler in der Jugendabteilung des SC Energija in seiner Geburtsstadt Elektrėnai. Von 2010 bis 2012 spielte er bei Vanvita Vilnius, wurde aber in der Spielzeit 2011/12 auch von seinem Stammverein SC Energija in der lettischen Liga eingesetzt. Anschließend spielte er zwei Jahre in den Nachwuchsmannschaften des finnischen Vaasan Sport, bevor er nach Litauen zurückkehrte und seit 2014 für Žalgiris Vilnius in der russisch geprägten Nachwuchsliga Molodjoschnaja Chokkeinaja Liga B auf dem Eis steht. Von 2015 bis 2016 spielte er wieder für seinen Stammverein Energija Elektrėnai, für den er nunmehr in der Wysschaja Liga, der zweithöchsten belarussischen Spielklasse, auf dem Eis stand. Anschließend wechselte er auf die britische Insel und schloss sich den Hull Pirates aus der English Premier Ice Hockey League, der zweithöchsten britischen Spielklasse, an. 2017 wechselte er zunächst zum IK Comet aus Halden, für den er bis 2022 in der zweitklassigen norwegischen 1. divisjon spielte. Er wurde aber zeitweilig auch von den Sparta Warriors in die GET-ligaen, der höchsten norwegischen Spielklasse, eingesetzt. Seit 2022 steht er für die zweite Mannschaft von Alba Volán Székesfehérvár in der multinationalen Ersten Liga auf dem Eis.

### International
Im Juniorenbereich stand Čižas für Litauen bei den U18-Weltmeisterschaften 2011, 2012 und 2013 sowie den U20-Weltmeisterschaften 2012, 2013, 2014 und 2015 jeweils in der Division II auf dem Eis.
Sein Debüt in der Herren-Nationalmannschaft gab er bei der Weltmeisterschaft 2015 in der Division I, wo er auch 2016, 2017, 2018, 2019, 2022 und 2023 spielte. Zudem vertrat er seine Farben bei den Olympiaqualifikationen für die Winterspiele in Pyeongchang 2018 und in Peking 2022 sowie beim Baltic-Cup 2016 und 2017.

## Erfolge und Auszeichnungen
- 2018 Aufstieg in die Division I, Gruppe A, bei der Weltmeisterschaft der Division I, Gruppe B